# Filip Rózga
Filip Jan Rózga (* 7. August 2006 in Skawina) ist ein polnischer Fußballspieler, der zumeist im offensiven Mittelfeld eingesetzt wird.

## Vereinskarriere

### Karrierebeginn in der Heimat
Filip Rózga begann seine Vereinskarriere im Nachwuchsbereich von Progres Kraków und wechselte im Jahr 2018 in die Jugendabteilung von KS Cracovia. Dort durchlief er sämtliche Nachwuchsspielklassen und brachte es in der Saison 2022/23 – damals noch fixer Bestandteil des U-19-Teams – zu seinem Profidebüt. Von seinem Trainer Jacek Zieliński wurde er am letzten Spieltag bei einem 3:0-Erfolg über Wisła Płock in der 89. Spielminute für Michał Rakoczy eingewechselt. Im Sommer 2023 unterschrieb er seinen ersten Profivertrag und gehörte ab der darauffolgenden Spielzeit als Ersatzspieler zum Profiaufgebot des Klubs aus Krakau. Anfangs vor allem in der U-19-Mannschaft aktiv, kam er noch vor der Winterpause zu ersten Kurzeinsätzen bei den Profis. Im Frühjahr fand er zunächst unter Zieliński und ab April 2024 unter Dawid Kroczek zunehmend Berücksichtigung im Team. Erstmals kam er in dieser Saison auch zu einem Einsatz im polnischen Fußballpokal und schied mit dem Team in ebendieser Achtelfinalbegegnung gegen Raków Częstochowa nach der Verlängerung aus. Nach einem siebenten Platz 2022/23 landete er mit der Mannschaft 2023/24 lediglich auf dem 13. Platz der Ekstraklasa.
Ab der Spielzeit 2024/25 avancierte Rózga unter Kroczek schnell zu einer Stammkraft im offensiven Mittelfeld. Bis zum Saisonende hatte er es auf 29 von 34 mögliche Meisterschaftseinsätze gebracht und dabei zwei Tore und drei Assists beigesteuert. Aufgrund neun gelber Kartne hatte er in dieser Saison zwei Gelbsperren verzeichnet und war zudem im polnischen Pokal 2024/25 frühzeitig gegen den Viertligisten Sandecja Nowy Sącz ausgeschieden.

### Wechsel nach Österreich
Im Sommer 2025 wechselte Rózga zum amtierenden österreichischen Meister SK Sturm Graz in die Bundesliga.

## Nationalmannschaftskarriere
Im September 2022 nahm er mit der polnischen U-17-Nationalmannschaft am Syrenka Cup teil und kam dabei in drei Partien gegen Usbekistan, Portugal und England zum Einsatz, wobei ihm zwei Torvorlagen gelangen. Nur einen Monat später war er Teil des polnischen Aufgebots, das an der Qualifikation zur U-17-EM 2023 teilnahm. In der Qualifikationsrunde saß er im ersten Spiel gegen Montenegro noch uneingesetzt auf der Ersatzbank, kam jedoch in den beiden nachfolgenden Partien gegen Andorra und Österreich zum Einsatz, wobei ihm beim 6:1-Kantersieg über Andorra auch ein Treffer gelang. Nach drei Länderspieleinsätzen gegen Norwegen, Belgien und Schweden im Februar 2023 kam Rózga auch in zwei der drei Spiele in der Eliterunde der U-17-EM-Qualifikation zum Einsatz und qualifizierte sich mit seinem Heimatland für die EM-Endrunde in Ungarn. Beim anschließenden Turnier gehörte Rózga nicht zum polnischen Aufgebot.
Zwischen September und November 2023 brachte er es unter Marcin Włodarski zu fünf Länderspielen und zwei Treffer für die polnische U-18-Nationalmannschaft. Im November 2023 geriet er während eines Trainingslagers in Indonesien in einen Alkoholskandal, was einen Ausschluss aus der polnischen U-17-Nationalmannschaft zur Folge hatte. Im September 2024 wurde er anlässlich der Qualifikation zur U-19-Europameisterschaft 2025 von Wojciech Kobeszko für die erste Qualifikationsrunde in das 21-köpfige polnische Spieleraufgebot geholt. Von Kobeszko vorrangig als Linksaußen eingesetzt, kam er in der Qualfirunde nur in einem Spiel gegen Malta zum Einsatz, absolvierte jedoch im Anschluss für Polens U-19 alle drei Spiele in der Eliterunde der Qualifikation. Nach Siegen gegen Georgien und die Slowakei sowie einer Niederlage gegen Montenegro verpasste Rózsga mit seinem Heimatland die Qualifikation für die EM-Endrunde in Rumänien nur knapp.